# Гименопластика

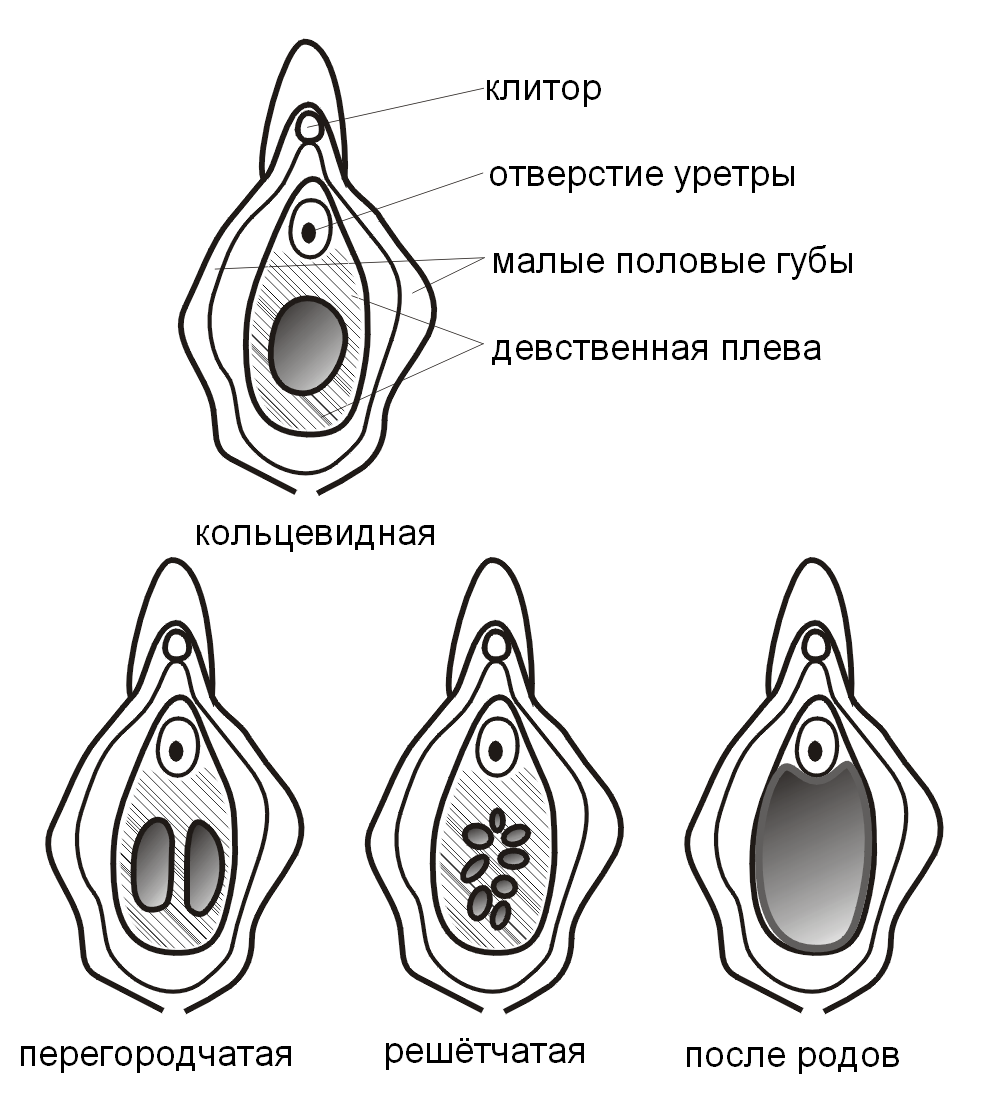
Типы строения девственной плевы

Гименопла́стика (от др.-греч. ὑμήν — «плёнка, кожица, оболочка» и πλαστική — «ваяние, пластика») — операция, проводимая по желанию пациентки, с целью восстановления целостности девственной плевы (по религиозным, этическим, моральным и прочим мотивам).

## Методики операции
Существует два вида восстановления девственной плевы: кратковременное и долгосрочное. Кратковременное используется в том случае, когда необходимый результат требуется в течение ближайших 7—10 дней. В этом случае участки девственной плевы просто сшиваются между собой. Операция проводится как под местной, так и под общей анестезией. Полноценного заживления, как правило, не происходит, поэтому результат недолговечный.
Долгосрочная гименопластика предполагает восстановление целостности девственной плевы за счёт тканей входа во влагалище. Эта операция более сложна по методике, но гарантирует восстановление целостности девственной плевы на неограниченный срок. Обычно проводится с общим обезболиванием.
С целью атравматизации используют рассасывающийся шовный материал (полисорб, викрил PDS II).

## Показания и противопоказания
Единственным показанием для данной операции является желание самой пациентки. Противопоказанием, особенно для операции с общей анестезией, могут быть общие серьёзные заболевания различных органов, нарушение свёртываемости крови, психические расстройства.

## Обследования, диагностика, анализы
- Обязательные: анализы крови на ВИЧ, сифилис, гепатиты B и C, гинекологический мазок на флору.
- Дополнительные: анализы крови на свёртываемость, биохимический и общий; ЭКГ.

## Особенности операции
Гименопластика проводится не позднее 4—5 дней до очередной менструации. Операция может проводиться под местной или общей анестезией. Общая анестезия проводится натощак. После операции в зависимости от вида анестезии пребывание в палате клиники в течение 1—3 часов.